# Чарнув (Любуське воєводство)
Чарнув (пол. Czarnów) — село в Польщі, у гміні Ґужиця Слубицького повіту Любуського воєводства.
Населення — 645 осіб (2011).
У 1975-1998 роках село належало до Гожовського воєводства.

## Демографія
Демографічна структура станом на 31 березня 2011 року:
|          | Загалом | Допрацездатний вік | Працездатний вік | Постпрацездатний вік |
| -------- | ------- | ------------------ | ---------------- | -------------------- |
| Чоловіки | 325     | 71                 | 225              | 29                   |
| Жінки    | 320     | 77                 | 171              | 72                   |
| Разом    | 645     | 148                | 396              | 101                  |